# James Horan
James Horan (Louisville, 14 december 1954) is een Amerikaanse acteur die in vele televisieseries en films heeft gespeeld. Tevens heeft hij in verschillende soapseries gespeeld, waaronder in Guiding Light als Kirk Winters in 1981, in Another World als Denny Hobson in 1981 en 1982 en in General Hospital als Brett Madison in de periode 1985-1987.
Horan kwam ook voor in vier verschillende Star Trekseries. Zijn eerste optredens waren in de serie Star Trek: The Next Generation als een alien die Jo'Bril heet (in de aflevering Suspicions) en later als Luitenant Barnaby (in de aflevering Descent). In 1997 speelde hij in Star Trek: Voyager als Tosin (in de aflevering Fair Trade) en in Star Trek: Deep Space Nine als een Jem'Hadar genaamd Ikat'ika (in de afleveringen In Purgatory's Shadow en By Inferno's Light). In de serie Star Trek: Enterprise speelde hij een silhouet dat door de fans Future Guy wordt genoemd.
Tevens speelde Horan verschillende gastrollen in series, waaronder in Remington Steele, in Lost en in Highlander. Recentelijk speelde hij een rol in het zesde seizoen van de serie 24. Hij leende ook zijn stem aan verschillende videospellen als stemacteur, onder andere als Jack Ryder in de Batman: Arkham-spellen.